# زلنادولسک
شهر زلنادولسک (به روسی: Зеленодольск) در کشور روسیه و در جمهوری تاتارستان واقع شده‌است.